# Yporá (navio)
O Yporá foi um navio da Armada Paraguaia que atuou na Guerra do Paraguai, tendo sido o primeiro navio de propulsão a vapor construído no próprio país.

## História
O Yporá (ou Iporá) foi construído nos estaleiros de São Jerônimo, em Assunção, no Paraguai, sob a direção do engenheiro britânico Thomas N. Smith e do construtor Whytehead. Originalmente era destinado ao trafego fluvial de carga e passageiros entre Assunção e Buenos Aires, tendo sido lançado às águas em 2 de julho de 1856 durante o governo de Carlos Antonio Lopez.
Possuía um casco de madeira, tinha 18 cabines e deslocava 226 toneladas. As suas dimensões eram de 30 metros de comprimento; 7,5 metros de largura; e 2,5 metros de profundidade do casco e com calado de 1,5 metros. A sua propulsão era por meio de um motor a vapor com 70hp de força com caldeiras de popa, que davam impulso a duas rodas laterais ao casco.
Nos dias 10 e 11 de outubro de 1856, fez as suas primeiras viagens de teste, chegando a Villa Ocidental sob o comando do capitão George Francis Morice e tendo como segundo tenente Ezequiel Robles e alferes José Eduvigis Benítez, contando com uma tripulação total de 30 paraguaios, 3 ingleses e um italiano. Realizou a sua viagem inaugural em 11 de novembro de 1856 com destino a Buenos Aires, representando em 31 de dezembro do mesmo ano.
Em uma carta de 15 de janeiro de 1857 dirigida a Juan e Alfreto Blyth, em Limehouse, na Inglaterra, Francisco Solano López escreve: “A última correspondência da Europa foi trazida pelo Yporá, que como anunciei a vocês em minha última carta, fazia a sua primeira viagem, a qual foi excelente, tal como o capitão Morice lhes irá escrever, no que terei mais uma chance de parabenizá-los pelo importante papel que vocês tem tido em todos esses negócios.”
Em mensagem presidencial de 1857 afirmou: “O Vapor Yporá com 226 toneladas, com 70cv de força foi construído neste porto com todas as condições que exigem o Rio Paraná e o Rio Paraguai, por onde há de navegar em qualquer estado que se encontrem as suas águas: foi abençoado com a denominação Yporá e lançado na água no dia 2 de julho. Fez três viagens a Buenos Aires, atraindo atenção para a sua beleza e velocidade. O Yporá é uma obra de paraguaios, sob direção do construtor inglês Sr. Thomas N. Smith”.
Durante o ano de 1857 realizou um total de 12 viagens ao comando sucessivo do tenente Andrés Velilla e do alferes Remigio Cabral. Em agosto daquele ano desamarrou-se ao lado do Tacuarí no Rio Negro, encalhando nos barrancos de Paraná, na Argentina. Durante 1858 efetuou 6 viagens apenas, pois foi encaminhado para reparos. Em abril de 1859 voltou ao serviço realizando 5 viagens e mais 11 em 1860 novamente sob comando do tenente Velilla.
Em 1861, ele fez 5 viagens, permanecendo inativo entre março e meados de outubro para novos reparos e reformas. Em 1862 operou normalmente na rota Assunção e Buenos Aires, efetuando 11 viagens, mas, ao final daquele ano, foi designado para tarefas logísticas ao serviço das forças armadas paraguaias nas posições da costa fluvial, especialmente no transporte de tropas e suprimentos destinados a Humaitá.
Em 1864, depois de fazer 50 viagens ao Rio da Prata e na véspera do início da Guerra do Paraguai, o Yporá foi aos arsenais de Assunção para ser submetido a reparações gerais para o seu comissionamento na Armada Paraguaia.
No relatório do Ministro da Guerra e da Marinha, Coronel Venancio López Carrilo ao Marechal Francisco Solano López, datado de 14 de novembro de 1864, foi indicado que os navios disponíveis que estão no porto eram: Salto Del Guairá , Tacuarí e Rio Apa. O Ygurey estaria pronto para o dia 19 ou 20 daquele mês, o Yporá somente ao fim do mês, mas com possibilidade de estar antes. A carga de carvão para a alimentação das caldeiras estava atrasada, mas os que mais tem eram o Tacuarí, com 40 toneladas; Ygurey, com 35 toneladas; Yporá com 16 toneladas; e o Rio Branco, com 30 toneladas. No dia seguinte, Venancio López Carrilo informou: “o Yporá, como informei para V.E. ontem, estará pronto até o final do mês e quando for ordenado poderá ser iniciado a montagem da artilharia na embarcação”.
Depois de montar 4 canhões distribuídos a estibordo e a bombordo,  e ainda um posicionado em forma giratória na proa, o Yporá foi integrado a frota da Armada Paraguaia, no dia 9 de dezembro, tendo feito parte do plano de assalto contra o Forte Novo de Coimbra, situado próximo a Corumbá, às margens do Rio Paraguai, no então estado do Mato Grosso.

## Campanha do Mato Grosso
Em 14 de dezembro de 1864 uma esquadra composta pelos vapores Tacuarí, Paraguarí, Rio Blanco, Ygurey e o Yporá, além das embarcações menores Rosario, Independencia e Aquidabán, partiram de Assunção para iniciar a invasão do Mato Grosso.
A esquadra chegou em Concepción em 16 de dezembro e depois voltou a navegar no dia 20 de dezembro, tendo ancorado no dia 26 ao sul do Forte Novo de Coimbra. No dia 27 de dezembro, a esquadra iniciou pesado bombardeio ao Forte e aos navios da Armada Imperial Brasileira: Anhambaí, Jaurú e Jacobina, que permaneciam em uma curva do Rio Paraguai próximo ao Forte. Aproveitando a escuridão da noite de 28 de dezembro, os soltados brasileiros e a população local abandonaram o Forte embarcando nos navios (com o Anhambaí rebocando a Jacobina e o Jaurú para evacuação rio acima), tendo o local sido ocupado no dia seguinte pelos paraguaios.
O Yporá e o Rio Abá foram destacados nas buscas dos navios brasileiros. Ao alcançar o Anhambaí, o Yporá recebeu como resposta várias descargas de artilharia, um dos quais matou o alferes José Eduvigis Benítez. Finalmente, para evitar a sua captura, a tripulação do Anhambaí o encalhou na margem do Rio São Lourenço (então Mato Grosso), num lugar chamado “Alegre”. O Yporá fez vários prisioneiros, entre eles o segundo comandante do Anhambaí, que foi então transladado para Assunção, onde chegou a 14 de janeiro de 1865.
Dois dias depois, o Yporá zarpou da capital paraguaia com destino ao Forte de Humaitá levando a reboque as Chatas Cerro León e Coimbra que transportavam um regimento de artilharia, a primeira de várias viagens a Humaitá, levando ainda reforços de tropas, viveres e demais suprimentos.

## Ofensiva no Rio Paraná
Em 11 de abril de 1865, zarpou de Assunção com destino a Corrientes, na Argentina, integrando uma frota composta pelo Tacuarí, Paraguarí, Marques de Olinda e Ygurey. Na manhã de 13 de abril a esquadra, a mando de Pedro Ignacio Meza, chegou na cidade argentina e após um breve confronto capturou os vapores argentinos Gualeguay e 25 de Mayo, que permaneciam ancorados e desarmados para reparos naquela localidade.
Depois de rebocar os navios capturados para o Forte Itapirú, o Yporá colaborou na passagem das tropas paraguaias ao território argentino, partindo logo depois a Assunção em maio de 1865.
Em 8 de junho de 1865 participou da escolta que transportava o marechal Francisco Solano López e seu estado maior a Humaitá, junto com os vapores Marques de Olinda, El Paraguarí, Ygurey, Jejuí, Salto Oriental, Río Blanco, Paraná e Tacuarí.
A meia noite de 10 de junho, uma esquadra comandada pelo capitão de fragata Pedro Ignacio Meza, encabeçada pelo vapor Tacuarí (comandado por José Maria Martinez), compondo ainda a esquadra o Ygurey (Remigio Del Rosario Cabral Velázquez), Yporá (Domingo Antonio Ortiz), Marquês de Olinda (Ezequiel Robles), Paraguarí (José Alonso), Jejuy (Aniceto López), Salto Oriental (Vicente Alcaraz), Yberá (Pedro Victorino Gill) e Piraveve (Tomás Pereira) partiram rumo a Corrientes para atacar uma esquadra da Marinha Imperial Brasileira que estava ancorada nos arredores daquela localidade. À noite, antes de zarparem, o comandante do Yporá, Domingo Antonio Ortiz, havia sido promovido a tenente da Marinha.
Contudo, sofreram um atraso devido a uma falha no vapor Yberá, que também os fez serem detectados pelo vapor brasileiro Mearim na altura de Punta de Santa Catalina. Às 8:30, o confronto entre os dois esquadrões começou em frente à cidade Corrientes e se estendeu às margens do arroio Riachuelo, um afluente do rio Paraguai. A frota paraguaia continuou engajada na batalha com a esquadra brasileira até a ilha Lagraña, onde subiu para ancorar perto da foz do Rio Riachuelo. Ao final da ação, os vapores Tacuarí, Marques de Olinda e Jejuí, assim como as três Chatas rebocadas sofreram serias avarias e foram encalhadas nos bancos do rio ou afundadas. Apesar do esforço na batalha, a Armada Paraguaia sofreu pesadas perdas que comprometeu a sua capacidade ofensiva no conflito, tendo dali em diante se limitado apenas a operações logísticas e táticas defensivas.

## Campanhas posteriores
Depois de reparar os seus danos em Assunção foi ordenado a Humaitá prosseguindo rio abaixo até Paso de las Cuevas. Nessa missão houve a ocasião em que o navio participou de uma inspeção no casco do vapor Paraguarí, encalhado e incendiado na Batalha do Riachuelo. Verificando-se que este navio poderia ser recuperado, participou de uma expedição organizada de reparo, resgate e reboque daquele navio até o Forte Humaitá.
Ao lado do vapor Piraveve, entre 31 de outubro e 3 de novembro de 1865, repatriou tropas paraguaias que permaneciam posicionadas fora do seu território.
Foi destinado ao lado do '25 de Mayo e o Olimpo para cobrir o Forte de Tayí. Com a queda dessa posição, a artilharia brasileira afundou seus consortes enquanto o Yporá conseguiu se evacuar até Assunção, embora com sérias avarias.
Em fevereiro de 1868 foi forçada a passagem de Humaitá. Nos meses que se seguiram, antes da chegada iminente da esquadra brasileira, o Yporá foi desmantelado em Assunção e rebocado até o Rio Manduvirá com os demais navios paraguaios restantes, para serem encalhados ou afundados de modo que não caíssem em mãos brasileiras.
Em 28 de novembro de 1868, a esquadra brasileira deixou Villeta sob o comando do capitão Delfim Carlos de Carvalho. Ali estavam ancorados os vapores Bahia e Tamandaré, e as embarcações menores, Alagoas e Rio Grande. Em 29 de novembro, a frota imperial chegou a Assunção e se movimento em busca da frota paraguaia. 
A tripulação do Yporá afundou o Paraguarí atravessando uma das passagens mais estreitas do rio para parar os navios brasileiros maiores e fez o mesmo com outras embarcações rebocadas.
Somente o Yporá, Rio Apa, Paraná, Salto Del Guairá, Pirabebé e Anhambay conseguiram chegar a altura de Caraguatay, enquanto um batalhão naval e tropas do exército paraguaio tentaram fechar passagem no Rio Manduvirá. No entanto, uma forte tempestade fez subir o nível do rio, permitindo a passagem de três navios brasileiros menores que seguiram na perseguição pelo Rio Manduvirá até Caraguatay.
Em 18 de agosto de 1869, em cumprimento das ordens de Solano López, o Yporá e os navios restantes da frota paraguaia foram encalhados nas margens do Rio Yhaguy e foram queimados para evitar a sua captura, enquanto a tripulação restante fugiu para se incorporar as forças de Solano López.
Os restos do Yporá foram recuperados na década de 1980 e atualmente estão em exposição no Parque nacional Vapor Cué.